# Murchisonaeoolith-Formation
- Humph.-Fm. = Humphriesioolith-Formation
- L.Bk-Fm = Liegende Bankkalk-Formation
- H.Bk-Fm = Hangende Bankkalk-Formation
- Zm-Fm = Zementmergel-Formation
- S.-Fm = Solnhofen-Formation
- Rö.-Fm = Rögling-Formation
- U.-Fm = Usseltal-Formation
- Mö.-Fm = Mörnshein-Formation
- N.-Fm = Neuburg-Formation
- R.-Fm = Rennertshofen-Formation

Die Murchisonaeoolith-Formation ist eine lithostratigraphische Formation des Süddeutschen Jura. Sie ist nur im Oberrheintal ausgebildet und ist dort das Äquivalent für die Eichberg-Formation im Wutach-Gebiet und für die Eisensandstein-Formation auf der Schwäbischen Alb. Die Murchisonaeoolith-Formation wird von der Opalinuston-Formation unterlagert und von der Wedelsandstein-Formation überlagert. Die Mächtigkeit des Murchisonae-Ooliths variiert zwischen 10 und 30 m. Sie wird in das Oberaalenium datiert.

## Geschichte
Der Begriff Murchisonae-Oolith wurde bereits von Quenstedt (1856–57) benutzt. Er ist nach dem Ammoniten Ludwigia murchisonae (Sowerby) benannt und wurde von Quenstedt mit seinem Braunjura beta gleichgesetzt. Sie wird nun als Formation definiert; eine Typuslokalität ist bisher aber noch nicht festgelegt worden.

## Chrono- und biostratigraphische Einstufung
Die Murchisonaeoolith-Formation wird in das Oberaalenium der Mitteljura-Serie datiert.  Die Formation umfasst max. die Biozonen der Ludwigia murchisonae, der Brasilia bradfordensis und des Graphoceras concavum.

## Lithologie und Untergliederung
Die Murchisonaeoolith-Formation besteht aus hellen, gelblichen bis grauen Kalk- oder Eisenoolithen sowie sandigen Kalken und kalkigen Sandsteinen. Sie wird in die Comptumbank, die Liegenden Sandkalke, den eigentlichen Murchisonae-Oolith und die Concava-Sandsteinbank untergliedert.

## Wirtschaftliche Bedeutung
Aufgrund des Eisenanteils wurde er in der Vergangenheit an mehreren Stellen über- und untertage bergmännisch abgebaut, z. B. Kahlenberg bei Ringsheim (nördlich von  Freiburg im Breisgau) bis 1969.